# Deltocephalus scriptus
Deltocephalus scriptus är en insektsart som beskrevs av William Lucas Distant 1908. Deltocephalus scriptus ingår i släktet Deltocephalus och familjen dvärgstritar. Inga underarter finns listade i Catalogue of Life.